# The Wall
The Wall (с англ. — «Стена») — одиннадцатый студийный альбом британской прогрессив-рок-группы Pink Floyd. Был выпущен 30 ноября 1979 года на двух дисках. Это последний релиз группы, записанный в классическом составе: Дэвид Гилмор (гитара), Роджер Уотерс (бас), Ник Мейсон (ударные) и Ричард Райт (клавишные). В поддержку альбома был организован помпезный гастрольный тур со сложными театрализованными постановками. В 1982 году вышла киноадаптация записи — художественный фильм «Стена».
Как и три предыдущих диска Pink Floyd, The Wall является концептуальным альбомом, исследующим тему отчуждения и самоизоляции. По своей структуре это — рок-опера, сюжет которой повествует о Пинке (главный герой сочетает в себе черты самого Уотерса и первого лидера группы — Сида Барретта). Душевный упадок Пинка начинается с потери отца, который погибает во время Второй мировой войны, усугубляется травлей со стороны школьных учителей и чрезмерной опекой деспотичной матери, а затем крахом его брака; все это приводит его к добровольному отчуждению от общества. Стена — символ этого отчуждения. По словам Уотерса, идея альбома зародилась после одного из концертных выступлений группы во время турне In the Flesh Tour (1977), когда он, не вытерпев выходок одного из фанатов у сцены, плюнул ему в лицо. В итоге он настолько остро переживал свой поступок, что представил воображаемую стену между собой и аудиторией.
The Wall отличается от предыдущих альбомов Pink Floyd более жестким и театральным стилем. Райт был уволен на стадии микширования альбома, тем не менее, он выступал с группой во время последующего турне в качестве сессионного музыканта. The Wall явился одним из самых коммерчески успешных альбомов 1980 года, заняв верхнюю строчку нескольких хит-парадов, в том числе Billboard; к 1999 году в США было продано свыше 23 миллионов копий, благодаря чему The Wall вошёл в тройку самых продаваемых альбомов в США. Журнал Rolling Stone поместил эту запись на 87-е место в своём списке 2003 года «500 величайших альбомов всех времён» (в новом списке 2020 года он занимает 129 место).

## Предыстория
Во время гастрольного тура In the Flesh Tour группа Pink Floyd впервые выступала на больших стадионах. В июле 1977 года — во время финального шоу на Олимпийском стадионе в Монреале — небольшая группа шумных фанатов возле сцены вывела Уотерса из себя, он был настолько раздражён, что плюнул в одного из них. Роджер был не единственным, кто испытывал накопившийся в турне дискомфорт — гитарист Дэвид Гилмор вообще отказался выходить «на бис» (в тот период это были песни «Money» и «Us and Them»), поэтому оставшиеся музыканты исполнили импровизированный, минорный двенадцатитактовый блюз вместе с резервным гитаристом — Сноуи Уайтом. Уотерс описал эту грустную мелодию словами: «немножко музыки, ради которой стоит возвращаться». В тот же вечер Уотерс угодил в больницу с травмой ноги, которую он получил во время шуточного спарринга с менеджером Стивом О’Рурком. Возвращаясь домой в машине с ещё двумя пассажирами — продюсером Бобом Эзрином и его другом-психиатром, Уотерс завёл разговор о чувстве отчуждения, которое он испытывал на протяжении всего тура. Он подчеркнул своё стремление самоизолироваться, воздвигнув стену между сценой и аудиторией. Спустя годы Уотерс вспоминал: «Я ненавидел выступления на стадионах… Я снова и снова говорил людям во время тех гастролей — „меня это не удовлетворяет… во всём этом есть что-то неправильное“». Пока Гилмор и Райт занимались записью своих сольных пластинок во Франции, а Ник Мейсон продюсировал альбом Стива Хиллиджа Green, Уотерс приступил к сочинению нового материала. Инцидент с плевком стал отправной точкой для концепции будущего альбома, которая была посвящена исследованию природы добровольной изоляции протагониста. Главный герой по кирпичикам воздвигал вокруг себя метафорическую стену, «материалом» для которой служило давление со стороны различных авторитарных архетипов, а также потеря отца в раннем возрасте. Концепция альбома представляла собой попытку проанализировать психологический барьер между исполнителем и аудиторией, используя его физический аналог в качестве метафорического и сценического образа.
Наверное, я мог кого хочешь напугать. В те времена мне достаточно было палец показать, и я был готов наброситься на человека.
В июле 1978 года группа собралась в студии Britannia Row Studios, где Уотерс поделился с коллегами идеями двух концептуальных пластинок. Первой была 90-минутная демозапись под рабочим названием «Кирпичи в стене» (англ. Bricks in the Wall). Второй — проект о сновидениях человека длиной в одну ночь, которые касались вопросов брака, секса, а также плюсов и минусов моногамии и семейной жизни в сравнении с полигамией. Группа выбрала первый вариант как основу для своего нового проекта, вторая же идея в итоге выросла в сольный диск Уотерса The Pros and Cons of Hitch Hiking.
К сентябрю музыканты начали испытывать финансовые трудности. Представитель компании Norton Warburg Group (финансовое планирование) инвестировал 3,3 млн фунтов (16,9 млн фунтов в нынешнем значении) из бюджета Pink Floyd в венчурный капитал с высокой степенью риска с целью уменьшения налогового бремени музыкантов. Однако стратегия потерпела фиаско, поскольку многие из предприятий, в которые были вложены деньги, оказались убыточными, и теперь группе грозила перспектива заплатить налоги в размере до 83 % от общей суммы вложений. Музыканты разорвали соглашение с NWG, требуя возвращения инвестированных средств и угрожая судебными разбирательствами. Таким образом, группе было необходимо срочно выпустить новый альбом, чтобы заработать деньги на дальнейшее существование. Поскольку 26 треков будущего диска представляли собой самый масштабный проект за всю историю Pink Floyd, Уотерс решил подстраховаться и привлечь к работе «продюсера со стороны». Позднее он вспоминал: «Мне нужен был помощник, который был бы максимально близок мне по духу в музыкальном и интеллектуальном плане».
Музыканты остановили свой выбор на Бобе Эзрине. До Pink Floyd Эзрин продюсировал Элиса Купера, Лу Рида и группу Kiss, а также принял участие в работе над дебютным сольным альбомом Питера Гэбриела. Группа пригласила его стать сопродюсером альбома по предложению леди Кэролайн Кристи, тогдашней гражданской жены Уотерса, которая ранее работала у Эзрина секретаршей. С самого начала Уотерс чётко обозначил, кто являлся главным: «Ты можешь написать всё что угодно. Но не рассчитывай на мою похвалу», — заявил он новому сопродюсеру. Эзрин, Гилмор и Уотерс углубились в концепцию будущего диска, удалив всё лишнее. После этого Уотерс и Эзрин дополнительно работали над сюжетом The Wall и продолжали улучшать структуру. Итоговый 40-страничный сценарий был представлен на суд остальной части группы, которая осталась довольна результатом: «На следующее утро в студии нам прочитали сюжет альбома, как если бы это была пьеса. У всех членов группы горели глаза, все уже могли представить себе будущий альбом».
Эзрин расширил основную сюжетную линию, избавившись от автобиографичности, которая характеризовала первоначальную работу Уотерса. Вместо этого сюжет был сконцентрирован на составном персонаже по имени Пинк. Спустя годы, звукоинженер Ник Гриффитс так прокомментировал роль продюсера: «Вклад Эзрина был впечатляющим, ему действительно удалось сплотить всё это воедино. Он — очень целеустремлённый парень. Между Роджером и Дэйвом было много споров по поводу того, как должна звучать новая пластинка, однако Эзрин навёл между ними мосты». Уотерс написал бо́льшую часть материала, Гилмор был соавтором в песнях «Comfortably Numb», «Run Like Hell» и «Young Lust», а Эзрин — в песне «The Trial».

## Концепция альбома

Образ деспотичного учителя с головой в форме молотка был создан британским аниматором Джеральдом Скарфом

Структура альбома близка к рок-опере, но в ней нет выраженного повествования от лица героев, кроме композиции «The Trial». Центральная тема — место человека в современном обществе. Стена — это символ преграды между людьми, которую по задумке автора они должны разрушить. В центре повествования главный герой — Пинк Флойд (имя персонажа при рождении — Флойд Пинкертон). С рождения он растёт без отца, под параноидальной опекой матери. Уже в школе он сталкивается с жестоким, равнодушным и изощренно контролируемым миром в лице, например, школьных учителей, явно и подло подавляющих ещё только формирующуюся хрупкую детскую личность. Все эти душевные травмы и становятся в итоге метафорическими «кирпичами в стене» — растущим отчуждением героя от внешнего мира. Пинк вырастает и становится рок-звездой, но его душевное состояние подрывается разочарованием в браке, употреблением наркотиков и вспышками неконтролируемого гнева. Так и не сумев со временем приспособиться к суровым реалиям мира, Пинк заканчивает строить свою «стену» и отгораживается от людей, прекращая контакты. Тем самым становясь объектом внимания «червей» — символа негативных сил внутри нас, символа упадка и распада.
Находясь под защитой воображаемой «стены», Пинк достигает вершины внутреннего кризиса, из-за галлюцинаций он начинает считать себя фашистским диктатором, выступающим на концертах, подобных неонацистским митингам, где делит людей на «правильных и неправильных». Он медленно сходит с ума и хочет лишь одного — чтобы всё закончилось. Однако, вновь обретая человеческие эмоции, главный герой тяготится чувством вины и во время видений сам проводит над собой судебный процесс, на котором внутренний судья приказывает ему «разрушить стену» и тем самым обрести гармонию с внешним миром. Сюжет альбома проходит полный круг и заканчивается словами «Не является ли это тем местом…» — далее (по задумке автора) идёт фраза, с которой начинается альбом — «…Откуда мы пришли?», а завершающая мелодия намекает на циклический характер концепции Уотерса.
Альбом содержит несколько отсылок к бывшему участнику группы — Сиду Барретту. В их числе песня «Nobody Home», текст которой намекает на психическое состояние музыканта в ходе сорванного американского турне Pink Floyd 1967 года: слова «дико вытаращенные глаза», «такая же завивка, как у Хендрикса» и «ботинки на резинке, чтобы не упали» — прямые намёки на Сида. Композиция «Comfortably Numb» была вдохновлена воздействием инъекции с содержанием миорелаксантов, которая была прописана Уотерсу для борьбы с гепатитом во время турне In the Flesh Tour.
Годы спустя Уотерс вспоминал, рассказывая об идее стены:
Я не случайно первым делом захотел построить стену между мной и аудиторией. Тогда мне было страшно. Вся моя тогдашняя агрессия, колкость и недружелюбность — все это было последствиями от переживания страха из-за того, что люди вдруг поймут: я не тот, кем хочу быть. В итоге я построил вокруг себя театральную сцену, которая спрятала бы мою сексуальную неудовлетворённость и чувство стыда.
В песнях The Wall нашло выражение всё, что оставило отпечаток в душе Уотерса: скорбь об отце, ненависть к английским школам, горечь из-за неверности жены, его собственные интрижки с группиз:
История создания The Wall уходит глубоко корнями в то время, когда я был ещё ребёнком, она тесно связана с моими детскими переживаниями. Когда я написал её и когда мы впервые её исполнили, я думал о том, как потеря отца повлияла на ход моей дальнейшей жизни, как цепь последовавших событий отразилась на процессе моего взросления и становления как личности. Каждый человек, перенёсший в детстве подобную утрату, испытывает во многом схожие эмоции. Весь наш жизненный опыт родом из детства, и то, что с нами происходило тогда, накладывает колоссальный отпечаток на нашу последующую жизнь.

## Запись
Запись пластинки проходила на нескольких студиях — группа работала во французской Super Bear Studios в период с января по июль 1979 года, отдельно был записан вокал Уотерса — в соседней студии Studio Miraval. В сентябре Майкл Кэймен руководил оркестровыми аранжировками в студии CBS Studios в Нью-Йорке. В течение следующих двух месяцев группа использовала студии Cherokee Studios и The Village Recorder в Лос-Анджелесе. Одну неделю в ноябре музыканты находились в студии Producer’s Workshop, также в Лос-Анджелесе. От запланированной работы с группой Beach Boys (бэк-вокал) на студии Sundance Productions в итоге пришлось отказаться.
На тот момент дети моих коллег были ещё маленькими и могли оставаться с ними во Франции долгое время, но мои дети были старше и должны были пойти в школу. Мне очень сильно их не хватало.
Джеймс Гатри, которого рекомендовал группе их давний коллега Алан Парсонс, подключился к рабочему процессу с самого начала. Он заменил звукоинженера Брайана Хамфриса, эмоционально истощённого за пять лет работы с коллективом. Гатри, нанятый в качестве сопродюсера, изначально не знал о роли Эзрина в процессе: «Я считал себя молодым талантливым продюсером… Когда мы приехали в студию, думаю, нам обоим казалось, что нас наняли делать одну и ту же работу». Первые сессии в Britannia Row проходили в очень эмоциональной атмосфере — Эзрин, Гатри и Уотерс были полны идей по поводу дальнейшего развития альбома. Отношения внутри группы были натянутыми, и Эзрин взял на себя роль посредника между Уотерсом и остальной частью коллектива. Поскольку техническая составляющая студии была недостаточно современной для записи такого амбициозного проекта, музыканты модернизировали большую часть своего оборудования, и уже к марту были готовы демозаписи. Тем не менее, сотрудничество с NWG поставило группу на грань банкротства, и адвокаты посоветовали им покинуть Великобританию не позднее, чем 6 апреля 1979 года, минимум на один год. Тем самым Pink Floyd становились нерезидентами, что позволяло им обойти уплату налогов. В течение месяца все четверо музыкантов вместе со своими семьями покинули родину. Уотерс переехал в Швейцарию, Мейсон — во Францию, а Гилмор и Райт — на греческие острова. Некоторое оборудование из Britannia Row было перевезено в студию Super Bear Studios, близ Ниццы. Гилмор и Райт уже работали в этой студии во время записи сольных пластинок, и им было приятно вновь окунуться в знакомую атмосферу юга Франции. Райт и Мейсон разместились в самой студии, Уотерс и Гилмор остановились в близлежащих домах. Позже Мейсон переехал на виллу Уотерса недалеко от Ванса, а Эзрин остался в Ницце.

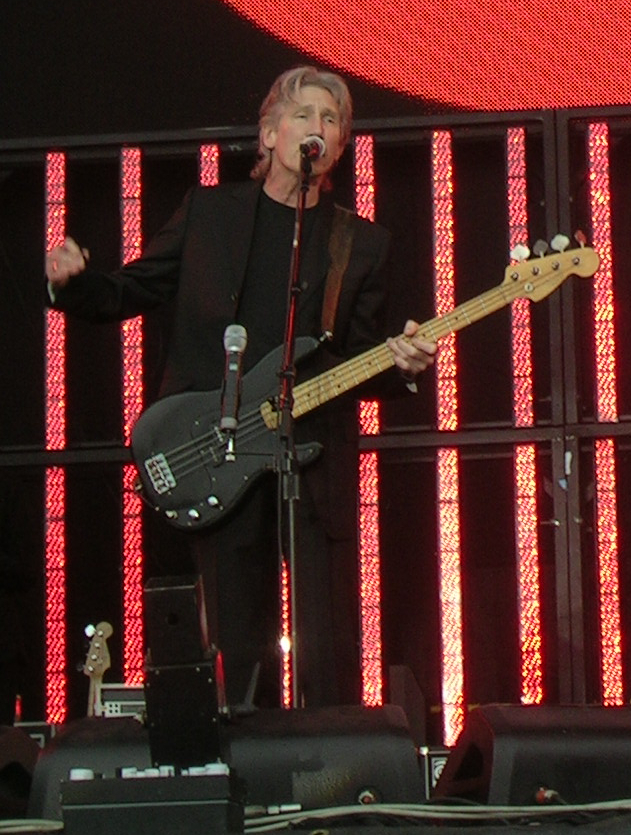
Работая над «The Wall», Уотерс уединился в деревенском доме с синтезатором и микшером, чтобы написать рок-оперу — «В целом, всё просто: тогда я пытался придать смысл моей жизни. И мне это до какой-то степени удалось»

Недостаточная пунктуальность Эзрина создавала множество проблем в напряжённом рабочем графике, продиктованном Уотерсом. Мейсон считал, что сопродюсер ведёт себя «хаотично», и вспоминал, что его неправдоподобные, надуманные оправдания опозданий вызывали «насмешливую обиду» у остальных участников записи. Доля роялти Эзрина была меньше, чем у остальной части группы, и он называл Уотерса «задирой», так как басист частенько в насмешку над ним носил значки с аббревиатурой «NOPE» (No Points Ezrin — Нулевые отчисления Эзрина), намекая на низкие роялти продюсера. Годы спустя Эзрин признался, что в тот момент он был «не в лучшей форме эмоционально» в связи с проблемами в семье.
После того как отношения Уотерса и Райта ухудшились, всем стало очевидно, что группа погрязла в проблемах. Музыканты редко собирались в студии вместе. Эзрин и Гатри вдвоём микшировали записанные заранее ударные Мейсона, после чего Гатри работал с Уотерсом и Гилмором днём, возвращаясь на студию ночью, чтобы добавить пассажи Райта. Клавишника беспокоило то, что Эзрина хотели записать в качестве продюсера диска; по его мнению, этот факт мог отрицательно сказаться на отношениях между музыкантами (до этого на всех пластинках указывалось «Продюсеры — группа Pink Floyd»). Уотерс согласился на испытательный срок Райта в роли продюсера, и в случае успеха его должны были указать таковым и в альбоме, но через несколько недель они с Эзрином выразили недовольство работой клавишника в этом качестве. Конфронтация с Эзрином привела к тому, что Райт участвовал в записи альбома только по ночам. Гилмор также выразил своё недовольство, сетуя, что отсутствие положительного вклада со стороны Райта «лишь усиливало нездоровую атмосферу». Позже Эзрин так комментировал сложившуюся ситуацию: «Иногда казалось, что Роджер делает всё, чтобы он провалился. У Рика начинается страх сцены, а его нужно оставить в покое, чтобы он мог творить…». Помимо этого, у клавишника начались проблемы в семье и депрессия из-за вынужденного отъезда с родины. Группа решила взять перерыв и отдохнуть в августе, после чего музыканты должны были собраться в студии Cherokee Studios (Лос-Анджелес), но фирма Columbia предложила им более выгодную сделку с условием, что альбом будет готов к Рождеству. Уотерс дал своё согласие и ещё сильнее загрузил всех музыкантов работой, а также экстренно забронировал студию Studio Miraval. По планам Уотерса, запись в Лос-Анджелесе должна была начаться на десять дней ранее положенного срока с ещё одним клавишником, который должен был помогать Райту, чьи партии ещё не были записаны. Однако Райт отказался прервать отдых со своей семьёй на острове Родос и не присоединился к своим коллегам.
О дальнейшем разрыве с Райтом разные авторы вспоминают по-разному. В своей автобиографии «Вдоль и поперёк» Мейсон утверждает, что Уотерс связался с О’Рурком, который отправился в США на лайнере «Куин Элизабет 2», и потребовал уволить Райта из группы. О’Рурк должен был это сделать прежде, чем Уотерс доберётся до Лос-Анджелеса, где тот собирался сводить альбом. Согласно другой версии, изложенной биографом группы Марком Блейком, прежде чем отправиться в США, Уотерс позвонил О’Рурку и попросил его уведомить клавишника о новых аранжировках, но в ответ тот услышал от Райта: «Скажите Роджеру — пошёл он на…». Сам Райт отвергал эту версию, рассказывая, что группа собиралась записываться только весной и в начале лета, и он понятия не имел, что они настолько отстают от графика. По воспоминаниям Мейсона, Уотерс был «ошеломлён и взбешён»; по его мнению, Райт не прилагал достаточных усилий, чтобы помочь закончить The Wall в срок. Гилмор проводил отпуск в Дублине, когда узнал об ультиматуме Уотерса и попытался уладить конфликт. Он поговорил с Райтом и выразил ему свою поддержку, хотя тоже упомянул о его минимальном вкладе в альбом. Тем не менее, Уотерс настаивал на том, что Райт должен уйти, в противном случае он готов был уничтожить все материалы, подготовленные для записи альбома. Несколько дней спустя Райт, очень переживавший по поводу накопившихся финансовых проблем и конфликтов внутри группы, ушёл из Pink Floyd. Никто не стал афишировать эти новости — музыканты не хотели «выносить сор из избы» и делать это достоянием СМИ. Хотя имя Райта в итоге отсутствовало на новом альбоме, он был нанят в качестве сессионного музыканта, а также приглашён в последующий гастрольный тур.
К августу 1979 года бо́льшая часть работы была завершена. На студии Cherokee Studios Райту помогали сессионные музыканты — Питер Вуд и Фред Мэндел, а Джефф Поркаро сыграл на ударных в композиции «Mother». Закончив свою часть работы, Мейсон покинул студию, в то время как Уотерс, Гилмор, Эзрин и Гатри продолжали трудиться над окончательной версией альбома. Ударник группы отправился в Нью-Йорк, чтобы записать свой дебютный сольный альбом Nick Mason’s Fictitious Sports. В преддверии релиза технические временные ограничения грампластинки привели к некоторым изменениям, которые были внесены на скорую руку: трек «What Shall We Do Now?» был заменён на аналогичный, но более короткий «Empty Spaces», а «Hey You» был перемещён со своего первоначального места в конце третьей стороны в начало. Кроме того, композиция «When the Tigers Broke Free», состоящая из двух частей, не была включена в дисковую версию альбома. Так как крайний срок (ноябрь 1979 года) приближался, группа решила оставить неправильный список треков неизменным.

### Музыка
Первые партии ударных были записаны на верхнем этаже студии Britannia Row Studios на 16-дорожечный магнитофон, однако в итоге их наложили на 24-дорожечный мастер-диск, используя в качестве отправной точки для музыкальной импровизации остальной части группы. Это улучшило качество звука заключительного микса, поскольку оригинальные записи ударных синхронизировались до качества 24-дорожечного и заменяли оригинал. Позже Эзрин описал тревогу музыкантов по поводу такого метода работы — «видимо, стирание старого (16-дорожечного) материала с мастер-диска им казалось „злым колдовством“».
Во время работы в студии Super Bear Уотерс согласился с предложением Эзрина, согласно которому несколько треков, в том числе «Nobody Home», «The Trial» и «Comfortably Numb», должны были иметь оркестровое сопровождение. Дирижёр Майкл Кэймен, до этого сотрудничавший с Дэвидом Боуи, был приглашён поработать над аранжировками, которые были исполнены музыкантами из Нью-Йоркской филармонии и Нью-Йоркского симфонического оркестра в сопровождении хора из Нью-Йорк Сити Опера. Их материал был записан на студии CBS в Нью-Йорке, хотя никто из Pink Floyd не присутствовал во время этого процесса. В итоге Кэймен встретился с группой уже после завершения записи.

Мелодия «Comfortably Numb» восходит корнями к дебютному сольному альбому Гилмора, она вызвала множество споров между ним и Уотерсом. Эзрин утверждал, что изначально песня представляла собой «запись Роджера, о Роджере и для Роджера», хотя он лично считал, что над ней ещё нужно поработать. Уотерс переписал песню и добавил ещё текста в припев, но его «урезанная и сложная» версия была принята Гилмором «в штыки». Гитарист предпочёл «оркестровый вариант» Эзрина, хотя самому продюсеру больше нравился вариант Уотерса. После жарких споров в одном из ресторанов Северного Голливуда музыканты пошли на компромисс: в итоге в песне оставили как оркестровую аранжировку, так и два соло Гилмора — в середине и в конце. Годы спустя Гилмор так комментировал этот период творчества группы:
На мой взгляд, произведения наподобие «Comfortably Numb» были последними «тлеющими угольками» нашего с Роджером творческого тандема.

### Звуковые эффекты и озвучивание
Эзрин и Уотерс лично отбирали звуковые эффекты для этого альбома. Уотерс записал телефонный звонок, который был включён в оригинальное демо «Young Lust», но не сообщил об этом абоненту — Мейсону, который счёл звонок розыгрышем и, негодуя, повесил трубку. Тематика звонка отсылала к разводу Уотерса с его первой женой Джуди. Также Роджер записал уличные звуки, вывесив микрофон из окна студии на Голливудском Бульваре. Звукоинженер Фил Тэйлор сделал запись «визжащих шин» для «Run Like Hell» возле студийной автостоянки и звук разбивающегося телевизора, который был использован в композиции «One of My Turns». Для той же песни звукоинженер Ник Гриффитс записал звуки бьющейся посуды в студии Britannia Row Studios. Также были записаны небольшие отрывки из нескольких телевизионных передач. Один из актёров, узнавший свой голос, хотел подать на группу в суд за незаконное использование своего голоса, но согласился на денежную компенсацию.

Деспотичный учитель был озвучен самим Уотерсом, на роль групи была приглашена актриса Труди Янг. Бэк-вокал был записан несколькими солистами, хотя запланированное участие группы Beach Boys на треках «The Show Must Go On» и «Waiting for the Worms» не состоялась по решению самого Уотерса, вместо этого он остановил свой выбор лишь на одном вокалисте коллектива — Брюсе Джонстоне, а также на певице Тони Теннилл. Предложение Эзрина выпустить песню «Another Brick in the Wall (Part 2)» в диско-стиле не понравилось Гилмору, хотя Мейсон и Уотерс восприняли эту идею с бо́льшим энтузиазмом. Уотерс вообще не хотел выпускать синглов для этого альбома, но стал более сговорчивым после того, как услышал микс песни, сделанный Эзрином и Гатри. Так как в песне были два одинаковых куплета, создавалось ощущение, что ей чего-то не хватало. Поэтому копию трека решено было послать Нику Гриффитсу в Лондон с целью найти детский хор для исполнения нескольких вариантов песни. Гриффитс связался с Аланом Реншоу, преподавателем музыки в школе Islington Green, располагавшейся по соседству, и тот пришёл в восторг от этой идеи:
Я хотел создавать музыку, имеющую отношение к детям, а не просто сидеть без дела, слушая Чайковского. На мой взгляд, текст этой песни был грандиозным – «Нам не нужно никакого образования, нам не нужно никакого контроля мыслей…» Я считал, что участие в записи будет замечательным опытом для ребят.
Вначале Гриффитс записал несколько школьников, потом пригласил ещё больше детей, он попросил их использовать произношение кокни и выкрикивать текст, а не петь. Он записал голоса на несколько дорожек, тем самым создавая впечатление, что детей было гораздо больше, чем на самом деле, и после этого отправил материал в Лос-Анджелес. Результат очень понравился Уотерсу, и песня была выпущена на сингле, занявшем верхние строчки хит-парадов к Рождеству. Возникла неловкая ситуация, когда британская пресса напечатала заметку о том, что детям не заплатили за их работу. В итоге каждый ребёнок получил копию альбома, а школе была выплачена тысяча фунтов стерлингов (что соответствует четырём тысячам по современному курсу).

### Обложка
Оформление обложки было одним из самых минималистичных за всю карьеру Pink Floyd — белая кирпичная стена без текста. The Wall стал первым альбомом группы со времён The Piper at the Gates of Dawn, в разработке дизайна которого не участвовала студия Hipgnosis. Причиной этого стала ссора Уотерса с одним из ведущих художников студии Стормом Торгерсоном из-за того, что тот использовал изображение с обложки альбома Animals в своей книге «Walk Away Rene». В итоге оформлением пластинки занимался художник Джеральд Скарф, вдохновением для тематики дизайна послужила концепция альбома. На каждом из четырёх разворотов была изображена стена на разных стадиях её строительства в сопровождении персонажей, фигурировавших в сюжете.

## Выпуск и отзывы
| Оценки критиков                      | Оценки критиков |
| Источник                             | Оценка          |
| ------------------------------------ | --------------- |
| AllMusic                             | [ 66 ]          |
| The Daily Telegraph                  | [ 67 ]          |
| The Great Rock Discography           | [ 68 ]          |
| MusicHound                           | 5/5             |
| The Rolling Stone Album Guide        | [ 70 ]          |
| Smash Hits                           | 8/10            |
| Sputnikmusic                         | 5/5             |
| The Village Voice                    | (B−)            |
| Virgin Encyclopedia of Popular Music | [ 74 ] [ 75 ]   |

Когда законченный вариант альбома продемонстрировали руководству звукозаписывающей компании Columbia в Калифорнии, по слухам, несколько человек остались не удовлетворены этой работой. После этого Уотерсу было предложено получить меньшую часть прав на материал. Представители Columbia мотивировали это тем, что The Wall был двойным альбомом и, соответственно, риск коммерческого провала возрастал, но музыкант отверг это предложение. Когда один из боссов лейбла предложил уладить спор броском монеты, Уотерс заявил: «С какой стати я должен играть на то, что уже принадлежит мне?». В итоге руководство согласилось с доводами музыканта. Опасения Columbia были развеяны после того, как сингл «Another Brick in the Wall Part 2» стал лидером хит-парадов Великобритании, США, Норвегии, Португалии, Израиля, Западной Германии и Южной Африки. В декабре 1979 года альбом, выпущенный 30 ноября, получил «платиновый» сертификат на родине группы, а три месяца спустя — в США.
В преддверии релиза Уотерс дал интервью диджею Томми Вэнсу, который отыграл The Wall целиком в эфире радиостанции BBC Radio 1. Мнения критиков колебались от сдержанных — «чересчур китчевый минималистический максимализм со звуковыми эффектами и фрагментами речи» (Роберт Кристгау из The Village Voice) и иронических — «потрясающий синтез уже знакомых навязчивых идей Уотерса» Курт Лодер из Rolling Stone), до восторженных — «ключевые песни этого альбома являются одними из лучших в творчестве поздних Pink Floyd […] The Wall — это триумф студийной работы, бесшовное повествование и звуковые эффекты [создают неповторимую атмосферу]» (Стивен Томас Эрлевайн из Allmusic). Никто из рецензентов не остался равнодушным: «я не уверен, блестящий это альбом или ужасный, но я считаю, что Уотерс попал в точку», — писал в своей статье обозреватель Melody Maker. У публики альбом имел оглушительный успех — он возглавлял хит-парад Billboard в течение 15 недель, а к 1999 году его продажи в США составили более 23 миллионов копий. The Wall стабильно остаётся одной из самых популярных пластинок в Америке, занимая третье место среди самых успешных записей в этой стране. В период между 1979 и 1990 годами по всему миру было продано более 19 миллионов экземпляров альбома, среди альбомов Pink Floyd по этому показателю The Wall уступает только The Dark Side of the Moon. В 1980 году работа, проделанная звукоинженером Джеймсом Гатри, была отмечена премией «Грэмми» в номинации «Лучшая работа звукоинженера (неклассическая запись)». В 2002 году лонгплей занял 7-ю позицию в рейтинге «100 лучших рок-альбомов всех времён» по версии журнала Classic Rock. В 2003 году журнал Rolling Stone поместил альбом на 87-е место в своём списке «500 величайших альбомов всех времён». В 2015 году музыкальный портал PopMatters поместил The Wall на 23-е место списка «25 лучших классических альбомов прогрессивного рока».

### Переиздания
Первоначально альбом был выпущен на двух грампластинках, он был переиздан в Великобритании на двух компакт-дисках в 1985 году. В 1994 году была выпущена новая версия The Wall — среди её особенностей было новое оформление обложки и ремастеринговое качество звука, в 1997 году последовало такое же издание на грампластинках. В 1981 году была выпущена версия т. н. мастер-диска с половинной скоростью воспроизведения (англ. half-speed) на грампластинках, в 1983 году была издана аналогичная версия на CD. В 1990 году компания Mobile Fidelity Sound Lab издала альбом в формате Ultradisc. В 1997 году лейбл Columbua переиздал The Wall на двух CD в честь 20-летия альбома, эта версия была переиздана ещё раз в 2000 году.
По истечении срока прав альянса Sony/BMG на бо́льшую часть материала группы лейбл EMI выпустил свою версию альбома в 2000 году. The Wall был выпущен в трёх версиях в рамках кампании по переизданию всего каталога группы — Why Pink Floyd…?, ремастерингом материала занимался лично Джеймс Гатри: в 2011 году была выпущена т. н. версия «Discovery» — стандартное издание, без бонусов; в 2012 году было выпущено издание «Experience», которое включало бонус-диск с неизданным материалом, а также версия «Immersion» — сборник из семи дисков, в состав которого среди прочего входили видео-материалы, посвящённые альбому.

### Концертные туры
В поддержку альбома был организован концертный тур — The Wall Tour. Во время каждого концерта на сцене воздвигали 40-футовую стену из картонных кирпичей между группой и аудиторией. В стене специально оставляли небольшие пробелы, чтобы зрители могли увидеть различные сюжетные сцены, а на заполненные части стены проецировались кадры анимации. Несколько сюжетных персонажей были изготовлены в виде гигантских надувных кукол подобно свинье из альбома Animals, также в изобилии была использована эмблема в виде скрещённых молотков. Гастроли стартовали в Лос-Анджелесе на сцене стадиона Memorial Sports Arena 7 февраля 1980 года. Одной из самых известных частей шоу было исполнение композиции «Comfortably Numb»: Уотерс пел вступительную часть песни перед стеной, в это время Гилмор ждал своей части на верхней её части, в темноте. В определённый момент его освещали яркими прожекторами, под овации публики. Исполняя гитарное соло, Гилмор стоял над залом на гидравлической платформе, баланс которой контролировал техник. В конце концерта стену разрушали и группа вновь появлялась перед публикой. Наряду с материалом из альбома музыканты исполняли инструментальное попурри «The Last Few Bricks» — композиция звучала перед «Goodbye Cruel World», это было сделано специально, чтобы команда техников успевала завершить строительство картонной стены.
Скарфу было поручено создать тематическую анимацию для альбома. Он привлёк к работе команду из 40 мультипликаторов, которые трудились в его лондонской студии. При создании кошмарной картины будущего были придуманы несколько зловещих образов, в том числе голубь мира, который взрывался, порождая орла, а также школьные учителя и деспотичная мать Пинка. Во время гастролей взаимоотношения внутри группы находились на рекордно низком уровне; Уотерс старался как можно меньше контактировать с остальными — прибывал на концерты на личном автомобиле и выбирал не те отели, что остальные члены группы. «Парни в то время уже не могли видеть друг друга» — вспоминал Марк Фишер, дизайнер и декоратор, который работал над большим числом концертных представлений 1980-х и 2010-х годов — «Так что им было весьма удобно объявить, что проект потерпел фиаско и слишком дорого обошёлся, и под этим предлогом разойтись. Все, разумеется, и поверили». Убытки концертов составили около 400 000 фунтов (билеты стоили примерно по 12 долларов), Ричард Райт был единственным из четвёрки, кто заработал на этом хоть какие-то деньги, так как участвовал в гастролях в качестве сессионного музыканта.
В 1990 году вместе с продюсером Тони Холлингсуортом Уотерс организовал благотворительный концерт The Wall Live in Berlin по случаю разрушения Берлинской стены. Концерт состоялся в присутствии 200-тысячной аудитории 21 июля 1990 года на Потсдамской площади, которая была ранее ничейной землёй, разделявшей Восточный и Западный Берлин. В течение концерта на сцене возводилась «стена» шириной более 160 м и высотой около 25 м, которая в конце была разрушена до основания. В шоу приняли участие многие яркие исполнители и актёры, в том числе: Синди Лопер, Шинейд О’Коннор, Брайан Адамс, Уте Лемпер, Ван Моррисон, Альберт Финни, группы The Band и Scorpions, а также Симфонический оркестр Берлинского радио и Ансамбль песни и пляски Российской армии.

Идейным вдохновителем концерта был 72-летний британский ветеран войны Леонард Чешир, который организовал «Мемориальный фонд помощи жертвам катастроф» (сентябрь 1989), надеясь собрать 500 млн фунтов — по 5 фунтов на каждого погибшего в войнах XX века. Чешир связался с Уотерсом и тот согласился на постановку рок-оперы The Wall, хотя ранее обещал не исполнять её, пока не будет разрушена Берлинская стена. Изначально постановка планировалась в Москве, на Красной площади, но события развивались настолько стремительно, что спустя всего несколько недель стена в Берлине пала и было решено устроить шоу именно там. Вместе с тем Роджер Уотерс старался отметить один принципиальный момент: 
Я ни в коем случае не ехал в Берлин, чтобы отпраздновать то, что я считаю победой капитализма над социализмом… Я отправляюсь туда, чтобы отметить победу личности.
С 2010 по 2013 годы Уотерс организовал масштабный концертный тур — The Wall Live, в ходе которого гастролировал по всему миру, исполняя альбом полностью. Марк Фишер так прокомментировал возвращение к классическому альбому: «Это, в общем, то же самое шоу, но с более широким смыслом. Мы поняли, что одно дело, когда тебе около тридцати, петь о жизни, в которой ещё чувствуется привкус недавнего взросления. И совсем другое дело петь об этом, когда тебе за шестьдесят». Специально для турне была организована ещё более впечатляющая театральная постановка, во время шоу было задействовано передовое световое оборудование. Уотерс добавил в новое шоу жёсткий политический контекст, осуждение войны и насилия. Например, текст «Mother» не изменился, но сопровождающее песню видео с картинкой, снятой всевидящей камерой наблюдения, говорит не о властном родителе, а о тоталитарном правительстве. Гилмор и Мейсон выступили с Уотерсом на одном из концертов в Лондоне — на сцене стадиона O2. 29 сентября 2015 года был выпущен фильм-концерт, посвящённый этим гастролям.

Уотерс так комментировал перемены в концепции новой постановки: 
Приступая к работе над постановкой, я не видел большого смысла в том, чтобы всё повторять в полном соответствии с тем, как это было тридцать лет назад. Одной из главных причин внесения существенных изменений было то, что с того момента, как The Wall была впервые представлена зрителю, прошло довольно много времени. За эти годы компьютерные, инженерные и технические технологии сделали гигантский рывок. [...] И в связи с этим даже само понятие «Стена» сегодня изменилось. У людей появилась новая возможность общения, ныне они могут совершенно иначе преодолевать географические, идеологические и иные барьеры. То есть, возводить и разрушать эти самые «стены». [...] По мере всё более глубокого проникновения новых технологий в нашу жизнь возникает один вопрос: призваны ли они помогать нам становиться более открытыми друг для друга или же наоборот — их повсеместное использование лишь способствует тому, что людям легче прятаться за эфемерной реальностью, отстраняться друг от друга.

### Фильм
Фильм «Стена» был снят на основе сюжета The Wall и в сопровождении музыки из этого альбома. Режиссёром ленты стал Алан Паркер, сценарий написал Роджер Уотерс. В фильме была использована мультипликация Скарфа; помимо анимированных кадров в хронологической последовательности, также были задействованы профессиональные актёры. Главную роль исполнил музыкант Боб Гелдоф. В фильме полностью отсутствовали диалоги, некоторые песни были немного изменены. Так, он включал отсутствующие в альбоме композиции, в частности, «When the Tigers Broke Free» и «What Shall We Do Now?», напротив, в ленту не попали такие песни, как, например, «Empty Spaces» и «Hey You»; значительная часть остальных композиций была перезаписана для фильма в особой редакции. Изначально в киноленту хотели добавить концертные кадры, но в итоге это оказалось слишком непрактично. По настоянию режиссёра во время съёмочного процесса Уотерс взял шестинедельный отпуск, вернувшись из которого узнал, что Паркер изменил некоторые части фильма по своему вкусу. Музыкант пришёл в ярость и между ними завязалась драка, после которой Паркер пригрозил уйти. Однако Гилмор призвал Уотерса пересмотреть свою позицию, напомнив басисту, что он и другие участники группы также имеют юридическое право голоса и могут не поддержать его решения. Позднее Уотерс вспоминал съёмки фильма как «наиболее нервный и психованный период моей жизни» со времён развода в 1975 году. Ленту можно назвать провокационной, так как одной из основных её идей был протест против устоявшихся идеалов и английской страсти к порядку. В фильме ни одна из проблем не показывается прямо — он весь соткан из аллегорий и символов, примером могут служить безликие подростки, которые один за другим падают в мясорубку и превращаются в однородную массу. Дебют ленты состоялся в мае 1982 года на Каннском кинофестивале; премьера фильма в Великобритании прошла в июле 1982 года.

## Список композиций
Автор всех композиций, кроме отмеченных — Роджер Уотерc.

### Диск 1
| №  | Название                             | Перевод                           | Длительность |
| -- | ------------------------------------ | --------------------------------- | ------------ |
| 1. | «In the Flesh?»                      | Во плоти?                         | 3:19         |
| 2. | «The Thin Ice»                       | Тонкий лёд                        | 2:29         |
| 3. | «Another Brick in the Wall (Part 1)» | Ещё один кирпич в стене (часть 1) | 3:10         |
| 4. | «The Happiest Days of Our Lives»     | Самые счастливые дни нашей жизни  | 1:51         |
| 5. | «Another Brick in the Wall (Part 2)» | Ещё один кирпич в стене (часть 2) | 4:00         |
| 6. | «Mother»                             | Мать                              | 5:33         |

| №  | Название                             | Автор(ы)       | Перевод                           | Длительность |
| -- | ------------------------------------ | -------------- | --------------------------------- | ------------ |
| 1. | «Goodbye Blue Sky»                   |                | Прощай, голубое небо              | 2:49         |
| 2. | «Empty Spaces»                       |                | Пустые пространства               | 2:07         |
| 3. | «Young Lust»                         | Уотерс, Гилмор | Юношеская похоть                  | 3:33         |
| 4. | «One of My Turns»                    |                | Один из моих припадков            | 3:34         |
| 5. | «Don’t Leave Me Now»                 |                | Не бросай меня сейчас             | 4:16         |
| 6. | «Another Brick in the Wall (Part 3)» |                | Ещё один кирпич в стене (часть 3) | 1:17         |
| 7. | «Goodbye Cruel World»                |                | Прощай, жестокий мир              | 1:14         |

### Диск 2
| №  | Название                      | Автор(ы)       | Перевод                      | Длительность |
| -- | ----------------------------- | -------------- | ---------------------------- | ------------ |
| 1. | «Hey You»                     |                | Эй, ты                       | 4:41         |
| 2. | «Is There Anybody Out There?» |                | Есть там кто-нибудь снаружи? | 2:57         |
| 3. | «Nobody Home»                 |                | Никого нет дома              | 3:12         |
| 4. | «Vera»                        |                | Вера                         | 1:28         |
| 5. | «Bring the Boys Back Home»    |                | Верните парней домой         | 1:26         |
| 6. | «Comfortably Numb»            | Уотерс, Гилмор | Комфортное онемение          | 6:24         |

| №  | Название                | Автор(ы)       | Перевод                 | Длительность |
| -- | ----------------------- | -------------- | ----------------------- | ------------ |
| 1. | «The Show Must Go On»   |                | Шоу должно продолжаться | 1:38         |
| 2. | «In the Flesh»          |                | Во плоти                | 4:13         |
| 3. | «Run Like Hell»         | Уотерс, Гилмор | Беги со всех ног        | 4:21         |
| 4. | «Waiting for the Worms» |                | В ожидании червей       | 4:01         |
| 5. | «Stop»                  |                | Стоп                    | 0:31         |
| 6. | «The Trial»             | Уотерс, Эзрин  | Суд                     | 5:19         |
| 7. | «Outside the Wall»      |                | За стеной               | 1:45         |

## Участники записи
| Pink Floyd - Роджер Уотерс — вокал, бас-гитара; - Дэвид Гилмор — гитара, вокал; - Ричард Райт — клавишные, бэк-вокал; - Ник Мейсон — ударные. Продюсирование, звукозапись и дизайн - Майкл Кэймен — оркестровые аранжировки; - Боб Эзрин — продюсирование, оркестровые аранжировки, музыка к песне «The Trial»; - Дэвид Гилмор — сопродюсер, музыка к песням «Young Lust», «Comfortably Numb» и «Run Like Hell»; - Роджер Уотерс — тексты, музыка, сопродюсер; - Джеймс Гатри — сопродюсер и звукоинженер; - Ник Гриффитс (англ. Nick Griffiths) — звукоинженер; - Патрис Куиф (англ. Patrice Quef) — звукоинженер; - Брайан Кристиан (англ. Brian Christian) — звукоинженер; - Рик Хэрт (англ. Rick Hart) — звукоинженер; - Даг Сакс — мастеринг; - Джон Макклар (англ. John McClure) — звукоинженер; - Фил Тейлор (англ. Phil Taylor) — звуковое оборудование, звуковые эффекты; - Джеральд Скарф — дизайн обложки; - Роджер Уотерс — дизайн обложки. | Приглашённые музыканты - Брюс Джонстон, Тони Теннилл, Джо Чимей (англ. Joe Chemay), Джон Джойс (англ. Jon Joyce), Стэн Фэрбер (англ. Stan Farber), Джим Хаас — бэк-вокал; - Детский хор школы Islington Green — вокал; - Боб Эзрин — фортепиано, орган Хаммонда, синтезаторы, фисгармония, бэк-вокал; - Джеймс Гатри — перкуссия, синтезатор, звуковые эффекты; - Джефф Поркаро — ударные; - Джо Поркаро, «Blue Ocean & 34» и другие — дополнительные ударные; - Ли Ритенаур — гитары; - Джо ди Бласи (англ. Joe di Blasi) — классическая гитара; - Фред Мэндел — орган Хаммонда; - Бобби Холл — конга, бонго; - Фрэнк Маррокко — концертина; - Ларри Уильямс (англ. Larry Williams) — кларнет; - Тревор Веитч (англ. Trevor Veitch) — мандолина; - Нью-Йоркский филармонический оркестр — оркестр; - Нью-Йорк Сити Опера — хор; - Безымянный детский хор из Нью-Йорка — вокал; - «Vicki & Clare» — бэк-вокал; - Гарри Уотерс — детский голос на треке «Goodbye Blue Sky»; - Крис Фитцморрис (англ. Chris Fitzmorris) — мужской телефонный голос; - Труди Янг (англ. Trudy Young) — голос групи. |

## Чарты и сертификация
| Год  | Хит-парад      | Высшая позиция | Источник |
| ---- | -------------- | -------------- | -------- |
| 1979 | Австрия        | 1              | [ 106 ]  |
| 1979 | Великобритания | 3              | [ 107 ]  |
| 1979 | Германия       | 1              | [ 106 ]  |
| 1979 | Дания          | 19             | [ 106 ]  |
| 1979 | Испания        | 9              | [ 106 ]  |
| 1979 | Италия         | 13             | [ 106 ]  |
| 1979 | Новая Зеландия | 1              | [ 106 ]  |
| 1979 | Норвегия       | 1              | [ 106 ]  |
| 1979 | Финляндия      | 21             | [ 106 ]  |
| 1979 | Швеция         | 1              | [ 106 ]  |
| 1979 | Швейцария      | 29             | [ 106 ]  |
| 1980 | США            | 1              | [ 108 ]  |
| 1980 | Франция        | 1              | [ 109 ]  |
| 2011 | Аргентина      | 1              | [ 110 ]  |
| 2012 | Польша         | 11             | [ 111 ]  |

| Дата выпуска   | Сингл                                | Хит-парад      | Позиция | Источник             |
| -------------- | ------------------------------------ | -------------- | ------- | -------------------- |
| 23 ноября 1979 | «Another Brick in the Wall (Part 2)» | Великобритания | 1       | [ комм. 20 ] [ 112 ] |
| 7 января 1980  | «Another Brick in the Wall (Part 2)» | США            | 1       | [ комм. 21 ] [ 77 ]  |
| 9 июня 1980    | «Run Like Hell»                      | США            | 53      | [ комм. 22 ] [ 77 ]  |
| Март 1980      | «Another Brick in the Wall (Part 2)» | Норвегия       | 1       | [ 113 ]              |

| Страна          | Статус           | Продажи    | Дата            | Примечания                  | Источник        |
| --------------- | ---------------- | ---------- | --------------- | --------------------------- | --------------- |
| Австралия       | 11× Платиновый   | 770 000    |                 |                             | [ 114 ]         |
| Аргентина       | Платиновый       | 200 000    | 23 августа 1999 |                             | [ 115 ]         |
| Великобритания  | 2× Платиновый    | 600 000    | 22 июля 2013    |                             | [ 116 ]         |
| Германия        | 4× Платиновый    | 2 000 000  | 1994            |                             | [ 117 ]         |
| Греция          | Золотой          | 100 000    |                 |                             | [ 118 ]         |
| Испания         | Платиновый       | 100 000    | 1980            |                             | [ 119 ]         |
| Италия          | Платиновый       | 100 000    | Сентябрь 2011   |                             | [ 120 ]         |
| Канада          | 2× Бриллиантовый | 1 000 000  | 31 августа 1995 |                             | [ 121 ]         |
| Польша          | Платиновый       | 100 000    | 29 октября 2003 |                             | [ 122 ] [ 123 ] |
| США (RIAA)      | 23× Платиновый   | 11 500 000 | 29 января 1999  | 8× Платиновый к 28 мая 1991 | [ 124 ]         |
| США (Soundscan) |                  | 5 381 000  | 29 августа 2008 | Март 1991 — август 2008     | [ 125 ] [ 126 ] |
| Франция         | Бриллиантовый    | 1 340 100  | 1991            |                             | [ 127 ]         |

## The Wall Under Construction
Альбом The Wall имел как минимум две демоверсии. Первой была необработанная запись голоса Уотерса и бренчания его гитары. В течение некоторого времени музыканты Pink Floyd записали вторую, более полную демоверсию альбома The Wall. Ни тексты песен, ни музыка ещё не были отшлифованными. Такие тексты, как «I am a physician/ who can handle your condition/ like a magician», были полностью отброшены и переписаны перед окончательной записью на плёнку в студии, но резковатые слова и рискованные музыкальные эксперименты во второй демоверсии в конце концов стали достоянием широкой общественности.
| №   | Название                                      | Длительность |
| --- | --------------------------------------------- | ------------ |
| 1.  | «In the Flesh?»                               |              |
| 2.  | «The Thin Ice»                                |              |
| 3.  | «Another Brick in the Wall, Part I»           |              |
| 4.  | «The Happiest Days of Our Lives»              |              |
| 5.  | «Another Brick in the Wall, Part II»          |              |
| 6.  | «Mother»                                      |              |
| 7.  | «Goodbye Blue Sky»                            |              |
| 8.  | «Empty Spaces, Part I»                        |              |
| 9.  | «Young Lust (instrumental)»                   |              |
| 10. | «One of My Turns»                             |              |
| 11. | «Don’t Leave Me Now»                          |              |
| 12. | «Empty Spaces, Part II/What Shall We Do Now?» |              |
| 13. | «Another Brick in the Wall, Part III»         |              |
| 14. | «Goodbye Cruel World»                         |              |
| 15. | «Is There Anybody Out There? Part I»          |              |
| 16. | «Vera»                                        |              |
| 17. | «Bring the Boys Back Home»                    |              |
| 18. | «Is There Anybody Out There? Part II»         |              |
| 19. | «Is There Anybody Out There? Part III»        |              |
| 20. | «Comfortably Numb»                            |              |
| 21. | «Hey You»                                     |              |
| 22. | «The Show Must Go On»                         |              |
| 23. | «In the Flesh»                                |              |
| 24. | «Run Like Hell (instrumental)»                |              |
| 25. | «Waiting for the Worms»                       |              |
| 26. | «Stop»                                        |              |
| 27. | «The Trial»                                   |              |
| 28. | «Outside the Wall»                            |              |

Как следует из списка композиций, в первоначальной версии альбома отсутствовала песня «Nobody Home», в то время как «Empty Spaces» «раздвоилась» (вторая часть впоследствии была исключена), а «Is There Anybody Out There?» представлена в трёх вариантах, из которых в альбом вошёл лишь первый. «Hey You» находится после «Comfortably Numb», а не первой, как в альбоме. Кроме того, к «Young Lust» и «Run Like Hell» ещё не были сочинены тексты.